# Neolophonotus braunsi
Neolophonotus braunsi là một loài ruồi trong họ Asilidae. Neolophonotus braunsi được Londt miêu tả năm 1986. Loài này phân bố ở vùng nhiệt đới châu Phi.